# Niccolò Castiglioni
Pour les articles homonymes, voir Castiglioni.
Niccolò Castiglioni, (Milan, 17 juillet 1932 – Milan, 7 septembre 1996), est un pianiste compositeur italien, et auteur d'écrits sur la musique.
Il a écrit de la musique pour le théâtre, de la musique symphonique et de la musique de chambre, participant à des expériences postweberniennes à Darmstadt dans les années 1950, mais il trouve son langage propre, avec une « prédilection pour l'évocation d’atmosphères féeriques et les timbres cristallins ».

## Biographie
Niccolò Castiglioni, commence le piano à sept ans, puis fréquente le Conservatoire de Milan jusqu'en 1952. Il travaille la composition avec Giorgio Federico Ghedini, Ettore Desderi, Sandro Fuga et Franco Margola. Il étudie également le piano avec Friedrich Gulda et Carlo Zecchi à Salzbourg et la composition avec Boris Blacher en 1952 et 1953. Il travaille également en privé avec Luciano Berio et Paolo Castaldi et sa carrière débute en tant que pianiste, avant de se concentrer sur la composition et à l'enseignement.

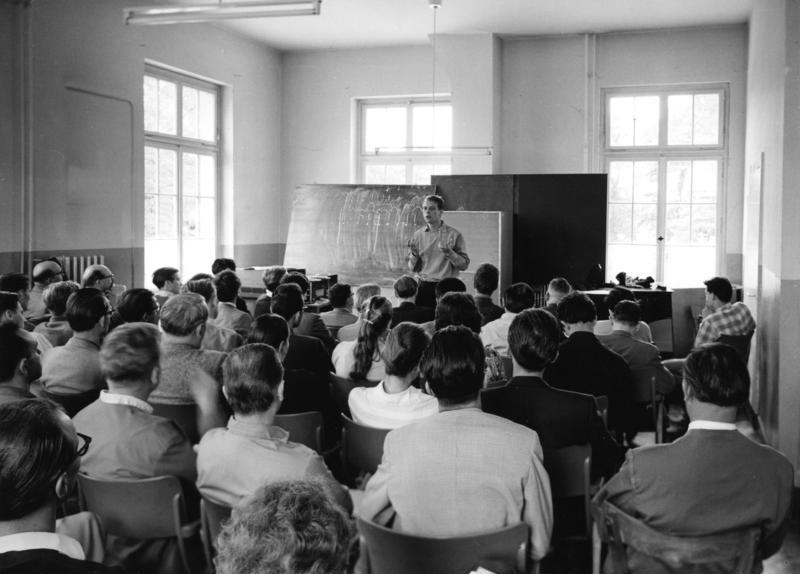
Karlheinz Stockhausen en juillet 1957, lors un cours donné aux Ferienkurse für neue Musik de Darmstadt.

Dès 1957 et jusqu'à 1962, Castiglioni assiste aux Ferienkurse für neue Musik de Darmstadt, où se rassemblent les compositeurs de la musique nouvelle. Il y fait jouer quelques œuvres, dont Inizio di movimento (1958), Cangianti (1959) pour piano, topi (1959) pour six instruments et Synchronie commandé par la radio de Cologne (1962). Au cours des années 1960, le dogmatisme du sérialisme intégral défendu par Pierre Boulez ou la musique aléatoire de Stockhausen, le laisse indifférent, si bien qu'il s'installe aux États-Unis en 1966, lorsqu'il est invité par l'Université d'État de New York.
D'abord en résidence à Buffalo, il enseigne le contrepoint en tant d'abord que visiteur à l'Université du Michigan (1967) et à l'Université de Washington à Seattle (1968–1969), puis en tant que professeur de l'histoire de la musique de la Renaissance, enfin en tant que maître de conférences en composition à l'Université de Californie à San Diego,.
Niccolò Castiglioni retourne en Italie en 1970 et enseigne la composition, successivement aux conservatoires de Trente (1976–1977), Côme (1989–1991) et Milan de 1977 à 1989, puis de 1991 à sa mort. Figurent parmi ses élèves, Carlo Galante, Giuseppe Grazioli et Giampaolo Testoni.

## Prix
- 1961 : Prix Italia, pour son opéra radiophonique Attraverso lo specchio (« À travers le miroir »)[2]

## Style
Niccolò Castiglioni est d'abord influencé par les compositeurs italiens de sa génération et par le néoclassicisme de Stravinsky, puis l'influence de l’expressionnisme, de la Seconde école de Vienne et de Messiaen. Son contact personnel avec Luciano Berio, infléchit initialement son parcours, ainsi que les cours d'été de Darmstadt. Dans les décennies 1950–1960, ses écrits citent de nombreuses fois Anton Webern, ce qui transparaît également dans ses œuvres à la conception affirmée de timbres clairs et distincts. Cette position personnelle, et son goût pour les timbres, est défendue dans Aprèslude (1959) pour orchestre et  Tropi (1959). Il décrit lui-même le phénomène à l'occasion de la pièce pour orchestre, Disegni en 1960 : 

« Tout comme un dessin où le noir des traits n'a d'autre fonction que d'articuler le blanc du papier, les Disegni sont de par leur forme un continuum du silence par les sons. »

— Niccolò Castiglioni.
Dans sa musique pour piano (par exemple Inizio di movimento et Cangianti), Castiglioni adopte une approche non percutante du clavier, une élection du registre supérieur et la recherche de sonorités fluides, dont les racines se trouvent dans la musique pour piano de Chopin et Debussy.
À partir des années 1960, il compose plus d'œuvres nécessitant la voix, avec toujours une élection pour les voix aiguës (Sinfonie a due voci), mais écrit peu de musique dans la seconde moitié de la décennie. Il se tourne vers le pastiche et l'éclectisme. Son écriture est conçue dans le pluralisme musical : dans l'oratorio Le favole di Esopo (1979), il mélange le traitement tonal et atonal selon les voix.
Son œuvre de maturité suit ses propres convictions et propres principes artistiques, caractérisé par un goût « pour les sonorités liquides et froides, sa prédilection pour l'évocation d’atmosphères féeriques et les timbres cristallins ».

## Œuvres (sélection)

### Opéras
- Attraverso lo specchio, opéra de chambre d'après Lewis Carroll (1962)
- The Lord’s Masque, opéra
- Sweet, opéra (Rome, 1968)
- The Lord’s Masque (1980) Commande du festival de Venise
- Oberon (1981) Commande du festival de Venise

### Piano
- Inizio di movimento (1958)
- Cangianti (1959)
- Tre pezzi
- Come io passo l'estate
- Dulce refrigerium
- sech geistliche lieder fur klavier
- Sonatina
- Das reh in wald
- In principio era la danza
- Preludio, corale e fuga

### Autres œuvres
- Elegia, à la mémoire d'Anne Frank
- Moment musical pour hautbois
- Romance pour flûte
- Alef pour hautbois. Dédiée à Heinz Holliger
- Daleth, sonatine pour hautbois et piano
- Gymel pour flûte et piano. Dédiée à Severino Gazzelloni
- Symphonie à deux voix
- Gyro pour chœur et neuf instruments (1963)
- Concerto pour orchestre (1963)
- The New Melusine pour quatuor à cordes (1969)
- Le favole di Esopo oratorio pour chœur et orchestre (1979)
- Salmo XIX, pour deux sopranos, chœur et orchestre (1979–1980)
- Morceaux lyrique pour hautbois et orchestre (1983) Dédiée à Omar Zoboli
- Fiori di ghiaccio pour piano et orchestre (1984)
- Motetto,  pour soprano et orchestre (1987)
- Hymne pour douze voix et orchestre (1988)
- La Buranella, suite pour orchestre d'après Galuppi (1990)
- Altisonensa, pour orchestre (1990–1992)
- Ottetto per strumenti a fiato (1993)
- Terzina (1993)
- Hommage à Edvard Grieg, pour piano
- Quodlibet pour piano et orchestre

### Écrits
- Il linguaggio musicale dal Rinascimento a oggi (Milan, 1959),

## Discographie
- Ottetto per strumenti a fiato - Bläserensemble Sabine Meyer (1999, EMI)
- Œuvres pour piano - Enrico Pompili, piano (13-15 juillet 2008, Brillant Classics) (OCLC 841859539)
- La Buranella ; Altisonensa ; Salmo XIX  - Teresia Bokor, soprano ; Sine Bundgaard, soprano ; Chœur et Orchestre symphonique danois, dir. Gianandrea Noseda (18-19 septembre 2014, Chandos CHAN 10858) (OCLC 944256333)